# 10253 Westerwald
10253 Westerwald è un asteroide della fascia principale. Scoperto nel 1973, presenta un'orbita caratterizzata da un semiasse maggiore pari a 2,2964749 UA e da un'eccentricità di 0,1506560, inclinata di 0,37927° rispetto all'eclittica.
L'asteroide è dedicato omonima regione tedesca appartenente al Massiccio scistoso renano.
A causa di un errore tipografico il nome fu inizialmente attribuito all'asteroide 10256, già battezzato Vredevoogd.